# ハルシオン・ランチ
『ハルシオン・ランチ』（Halcion Lunch）は、沙村広明による日本の漫画。『good!アフタヌーン』（講談社）創刊号（2008年11月発売）から2011年の17号まで連載された。絵本「くいしんぼうのあおむしくん」のオマージュ作品であるとしており、その他にも漫画作品などをもじったダジャレやパロディが多く含まれている。当初は全7話・単行本1巻で完結する予定だったが、販売の都合等から話数が増え、全2巻となった。
2012年、星雲賞コミック部門の候補に選出された。

## あらすじ
人生に負けたホームレス化野元の前に現れた謎の少女ヒヨスは、「食事」を生きる目的として星々を旅する宇宙から来た奇妙な存在だった。不思議な箸を片手に、人から廃棄家電まで際限なしに何でも食べてしまう彼女のおかげで、化野の周りには荒唐無稽な騒動と濃い人間が次々と集まってくる。

## 登場人物
化野 元（あだしの げん）
人生に負けたホームレス男。40歳。元は妻帯者で会社の経営もしていたが、部下（沖）に金を持ち逃げされたことで破滅。妻と子供には実家に逃げられ、川釣りをするなどして食いつなぐギリギリの生活を送るはめに陥る。しかし、ヒヨスと出会ったことで、良くも悪くもその生活が変貌してしまう。
ヒヨスに様々な食料を渡す「保護者」として認定されてしまい、半ば強引に行動を共にさせられる。彼女の能力を危険視し、何とか穏便に扱おうとする一方で、その能力を良からぬ方向へと使おうとする悪知恵も良く働かせており、たびたび正気を失う。
会社と家庭の再建を目指しており、様々な商売や行動を起こそうとする。しかし、ヒヨスや周りの人間に手を焼いており、本来の目的の前に障害が1つ増えてしまったと感じている。
生活の困窮のためにたびたび狂気に染まるが、基本的には温和で優しく、元社長らしくリーダーシップもある人物。常識があり、ツッコミも鋭い。服装こそ薄汚いものの、長髪痩身でスラッとした体格をしており、白髪と無精髭の似合う渋くて整った容姿の持ち主。また、メタ子によれば声も無駄に渋いらしい。料理も一通りできる他、桃娘やオリエント工業など、少々偏ってはいるものの広い知識を持っている。メタ子曰く「ヒモにしたい要素の数え役満」である。
ヒヨス
地球外生命によって、地球での資源収集のために作られたデバイス人形（フィギュア）。食事が生きる理由そのものである。大きさ・性質に関わらず全てのものを5ミリメートル四方に圧縮するノーマライザと呼ばれる器具を使い、地球上のあらゆる物質を摂食していく。ヒヨスのノーマライザは箸状の形をしており、通常は彼女のもみあげ部分に髪飾りのような形でぶら下がっている。
ある程度の理性的な会話・行動はとれるものの、基本的な常識や行動指針は一切欠落している。これは、行動・摂食の指針となるナビゲーターが装着されていないからであり、「保護者」として認定された化野にその判断の全てを委ねるようになる。そのため、化野や、その周辺の人間であるメタ子などには基本的に従順である。
人間であろうが家電であろうが何でも食べ、消化に異常をきたすことは一切ないが、嘔吐も可能。
その星の首位生物を認識し、被保護幼体に擬態して成体にコンタクトし、身の安全の確保と生活様式の学習を行うという行動様式上、13歳程度の少女の姿をしている。常識や理性が欠落しているため、とんでもない行動に出て化野達を悩ませることも多いが、基本的には無邪気で純粋である。
食べるときには「ボチュウウウウ」、咀嚼するときには「もちゅもちゅもちゅ」という音を出す。また、髪に装着されているノーマライザが箸に変形する際には「しゅぷん」と音が出るため、彼女が食事をしていることを擬音だけで判断することが可能。
メタ子（メタこ）
19歳の少女。当初はヒロヒコ、グフタという不良少年達とつるんでいたが、化野とヒヨスに初めて会った際に2人を彼女に捕食され、以降なし崩し的に化野たちと行動を共にする。
常識的で一般人に近い性格をしており、化野やヒヨスに対するツッコミ役を担っている。かつては大麻栽培や○○ごっこ（○○は薬物所持等で逮捕歴のある芸能人の名前）に手を染めていたようだが、化野達と出会ってからは常識的な性格が表に出るようになり、使用している場面やその他の犯罪に手を染めているところは見られない。
科学オタクで、トリアゾの製造したものを窒素爆弾と一瞬で判別したり、鳩山内閣の事業仕分けによる科学予算削減に怒りを覚えるなど、本人は隠そうとしているものの随所で趣味を露呈させている。また、生活費を稼ぐためには水着同然の格好で街中を練り歩くなど手段を問わないところがあるが、反して狂気に染まった化野を殴り飛ばして正気に戻そうとする時もある。必殺技は、一秒間でEXILEのベストアルバムの数だけ拳を打ち込む｢エグザイル・トーメント｣。
幼年期を過ごした家庭環境が劣悪だったようで、喧嘩ばかりの両親と兄（故人）の4人家族の中で彼女だけが血がつながっていなかった。兄だけは彼女に優しかったらしく、理系オタクになったのは彼の影響である上、化野に兄の面影を見て惹かれている。
それまで不良少年達の溜まり場と化していた自室に化野とヒヨスを連れ込み、生活を共にする。化野には上述の通り、兄の面影が重なっていることと彼の容姿が整っていることもあって惹かれているそぶりを見せており、ヒヨスに対しては妹のように可愛がっている。かつて夢に描いていた円満な家庭を、2人がいる生活と重ねている。
沖 進次（おき しんじ）
化野のかつての部下。会社の金を持ち逃げし、彼を破滅に追い込んだ張本人。
大学生や会社員だったときは、ベビーフェイスで次から次へと女を食い荒らした“たらし”だったが、ホステスに入れ込んだことで同僚の女性を退職に追いやった挙句、会社から2000万円を持ち逃げして不渡りを出させ、倒産させてしまった。その後は、彼もまた無職生活を送っていた。
トリアゾの保護者に認定され、彼女と行動を共にしている。トリアゾは理性が破綻していないため、ヒヨスほど面倒はかからないようだが、無職のため食事を満足に提供できないことなどを理由に日々いびられている。しかし基本的に仲は良好である。
自宅に殴り込んできた化野と和解するも、トリアゾによってアパートが消し飛んでしまい、半ば進退窮まる形で2000万を取り戻すために八戸市へ2人で旅立っていった。
黒髪に眼鏡で体格も華奢なほうであり、基本的に男らしいところがなさそうだが、いざというときにはヤクザに殴りかかり、銃撃から身を挺してトリアゾを守ろうとするなど、やるときにやる男でもある。しかし、初対面のトリアゾに食事を与える交換条件として添い寝を要求したり、化野に詰め寄られた際にも彼女とヒヨスの変態的な姿を妄想するなど、俗っぽい面は濃い。
トリアゾ
ヒヨスと同じく、地球外生命によって造られたデバイス人形の女性。金髪で三白眼。ヒヨスと違ってナビゲーターを損傷していないため、理性的で冷静な性格をしている。
沖に拾われて以降、行動を共にしている。普段は彼に対して若干冷徹であるものの、その性格はナビゲーターによるところが大きいらしく、一時的にナビゲーターが接続を遮断した際は、子供っぽく明るい地の性格になっていた。この状態では沖にも積極的に甘えている上、冷静になった後も彼の言動に頬を染めるなど、決して彼に悪感情を抱いている訳ではないようである。
ノーマライザは前髪から額に1本だけ下がっており、摂食時にはフォークに変化する。彼女の役割は地球にある窒素の摂取であり、普段は大気中の窒素を圧縮して食べている。自衛手段として窒素を高温高圧で圧縮した窒素爆弾を作り出すことも可能。ただし、ナビゲーターの支配を受けているため、ヒヨスのように何度も"吐き戻し"をすることは不可能。
アスキー犬
犬の死体をベースにした、ヒヨスのナビゲーター。顔がアスキーアートで描かれていることと、素体がハスキー犬であることから、両方をかけてアスキー犬という呼称となった。
大気圏突入時の手違いで（地球突入の際、少なくともヴァン・アレン帯周辺までは一緒だったようだが、そこからコースがずれた）彼はヒヨスではなく犬の体に取り付いてしまい、また離れて行動していたため、ヒヨスとの同化も困難となってしまっていた。
ナビゲーターが取り付いた犬の死体をヒヨスに食べさせ、吐き戻させれば、ナビゲーターがヒヨスの体内に定着するかも知れないというメタ子の提案を実行したところ、直前にヒヨスが食べた様々な物体（メタ子のデコ携帯とドアラ印のう〇い棒）が融合した、顔がアスキーアートのクリーチャー・アスキー犬となってしまった。
ヒヨスに比べると感情が豊かで、また常識も持っているため、作中ではツッコミ役になることが多いが、若干無神経で空気の読めない所がある。顔のアスキーアートを変化させて、その時の感情を表現することも出来る。元が犬の死体のため、獣臭や死臭、さらにはかぶっている帽子のムレた臭いなどで、とても臭う。目の片方がカメラになっており、写真を撮って母星に送信する機能も備わっている。
羽生 栄二郎（はぶ えいじろう）
若いころからあらゆる海産事業を営んできた海の男。右足が義足になっている老人で、化野達を浜辺のゴミ拾いのアルバイトとして雇う。後述の海狗様を退治するため、トリアゾの吐き戻しによりイトマキヒトデ・シオマネキ・ハマグリを融合したクリーチャーへと自らを変身させる。しかし、融合したハマグリが500年生きる品種だったためか、海狗様との戦いに勝利した後、500年間も死ぬことなく生き続けることになる。
海狗様（うみいぬさま）
ヒヨス達と同じデバイス人形による吐き戻しから生まれて、そのまま廃棄されたと思しきクリーチャーで、犬の体に何本もの触手が生えた巨大な生物。栄二郎が捕鯨やアサリ漁や海苔の養殖等、海で事業をしている時に何度も現れては邪魔をしていく。知能を有しているらしく、栄二郎の脳に直接話しかけてくる。栄二郎を素体としたクリーチャーとの戦いに敗れ、そのまま姿を消した。
化野 安芸良（あだしの あきら）
元の従兄の娘。安芸良の両親が亡くなった後、元が養子として引き取った。作中ではすでに死去。腹黒い性格で、元に対して道ならぬ想いを抱いていた。ヒヨスの外見のモデルとなっている。
化野 隆太（あだしの りゅうた）
元の息子。安芸良へ傾倒しており、その感情は崇拝と言ってもよいほどのもの。
エンタニル
ヒヨス達と同じデバイス人形の1人。デバイス人形の材料となるアミノ酸を回収するために造られたため、人間と同じ食事を摂食する。ノーマライザはスプーン形で、普段はチョーカーとして首に下げている。須磨大吉を保護者に選んだ際、大吉の元彼女の外見に固定された。
須磨大吉
とある山中で隠遁生活を送る男性。エンタニルによって保護者に選ばれた。

### 貂蝉（ちょうせん）民主主義共和国
日本から海を隔てた場所にある某国。
小董卓（しょうとうたく）
将軍。
目刳（めぐる）
小董卓の側近。
武田
ホモ。

### 立川ヒッピー生活共同体
立川市の昭和記念公園にあるヒッピーコミューン（実態は不法入国ホームレスの寄り合い場）の人々。
アターシャ・ドナシー
アメリカ出身。盲腸の手術をしたが、医療保険が支払われず、15万ドルの医療費を支払うため家を売却する羽目になった。貧民街に引っ越すより、クリスティアニアでヒッピーになろうと思い立ち、家族で渡航しようとしたが途中で船が難破し、1人だけ日本に流れ着く。コミューンになじめずにいたが、化野に懐く。
ノーマ・セテコンヤワ
ロシア出身。フリーセックスのコミューンで、1人で2人の男を相手にしている。
マッスォ・イリムコ
イタリア出身。バンダナとサングラスを着用した痩身の男。
イワン・スキッキライ
ロシア出身。図体のでかい髭面の男。

## 用語
デバイス人形
地球外生命が地球の資源を回収するために造った存在。地球には48人が送り込まれており、うち39人が窒素回収、8人がアミノ酸回収を任務としている（ヒヨスは壊れているため何でも食べる）。日本で活動しているデバイス人形はヒヨス・トリアゾ・エンタニルの3人。
吐き戻し
デバイス人形達が、摂食した物を嘔吐する行為。生物の場合、12時間以内に嘔吐した際は生存している。しかし、それまでに摂食したものが様々な形で混合して出てくるため、キメラやサイボーグのようなグロテスクな生物が出てくることが殆ど。また、ナビゲーターの支配を受けていないヒヨスは、吐いたものに不都合があった場合、再び摂食して嘔吐する（作中では吐き直しと表現される）ことで、ランダムではあるが新たな形に変えることも可能である。
ノーマライザ
デバイス人形達が食事を行うための器具。口の大きさより小さいものはノーマライザを使わなくとも摂食できるが、口に入らない大きさのものは、この器具を用いて5ミリメートル四方にまで圧縮して摂食する。形状は個体ごとに異なり、ヒヨスは箸形、トリアゾはフォーク形である。食事をしないときはアクセサリーに変化して体に装着されている。
ナビゲーター
デバイス人形であるヒヨスやトリアゾの摂食のための行動指針を制御するための存在。本来の姿は菱形をした小さな機械であり、通常は彼女達の首の後ろに装着され、上述の行動指針に限らず、理性や思考なども保つ働きをする。
飢餓バースト
デバイス人形達が、8時間以上食事を摂取できなかった時に、無意識下で発動する自衛行動で、付近にある物を勝手に食べてしまうこと。多くの場合、その時の保護者を摂食してしまい、その後は他の成人に保護を求める。

## 書誌情報
- 沙村広明『ハルシオン・ランチ』講談社〈アフタヌーンKC〉、全2巻
  1. ISBN 978-4-06-310636-7 2010年2月12日発売
  2. ISBN 978-4-06-310773-9 2011年9月7日発売